# Bolsa de Valores da Nigéria
A Bolsa de Valores da Nigéria (NSE; Nigerian Exchange Group) é uma bolsa de valores nigeriana fundada em 1961 em Lagos. Em novembro de 2019, tinha um total de 161 empresas listadas, com 8 empresas nacionais no conselho premium, 144 empresas no conselho principal e 4  no conselho do Mercado Alternativo de Valores Mobiliários (ASeM). No mercado de Renda Fixa, a NSE possui 84 títulos do FGN, 21 títulos estaduais, 27 títulos corporativos, 1 título supranacional e 53 listagens de memorandos.

## História
A Bolsa de Valores da Nigéria foi fundada como Bolsa de Valores de Lagos, em 15 de setembro de 1960. A Bolsa de Valores de Lagos é a mais antiga bolsa de valores existente na África Ocidental. Os signatários do Memorando de Associação da Bolsa, documento que efetivamente fundou a instituição, foram: R.S.V. Scott, representando C.T. Bowring and Co. Nigeria Ltd.; Theophilus Adebayo Doherty; John Holt Ltd; Investment Company of Nig. Ltd. (ICON); Odumegwu Ojukwu; Akintola Williams; e Alhaji Shehu Bukar.
As operações foram lançadas em 25 de agosto de 1961, com 19 títulos listados para negociação. No entanto, as operações informais começaram no início de junho de 1961. As operações foram inicialmente conduzidas dentro do edifício do Banco Central, com quatro empresas como negociantes de mercado: Inlaks, John Holt, C.T. Bowring, and ICON (Investment Company of Nigeria). O volume de agosto de 1961 era de cerca de 80.500 libras e subiu para cerca de 250.000 libras em setembro do mesmo ano, com a maior parte dos investimentos em títulos do governo. Em dezembro de 1977, tornou-se conhecida como Bolsa de Valores da Nigéria, com filiais estabelecidas em algumas das principais cidades comerciais do país.
Em 2021, a NSE lançou uma nova identidade de marca no que hoje é conhecido como Nigerian Exchange Group, após sua desmutualização e a criação resultante da holding não operacional Nigerian Exchange Group (NGX Group) Plc.

## Operações
A Bolsa de Valores da Nigéria opera um Sistema de Negociação Automatizado (ATS) desde 27 de abril de 1999, com negociantes negociando por meio de uma rede de computadores. Em 2013, a NSE lançou sua plataforma de negociação de última geração, X-Gen, destinada a permitir a negociação eletrônica para os segmentos de varejo e institucional. A negociação na Bolsa começa às 9h30 e fecha às 14h30, de segunda a sexta-feira. Os preços de mercado, juntamente com um Índice All-Share, NSE 30 e Índices Setoriais, são publicados diariamente na Lista Oficial Diária da Bolsa de Valores, na CAPNET da Bolsa de Valores da Nigéria (uma instalação de intranet), jornais e na página do mercado de ações do Sistema de Colaborador Eletrônico da Reuters. Preços históricos e dados de desempenho também são publicados no site da NSE.
A fim de incentivar o investimento estrangeiro na Nigéria, o governo aboliu a legislação que impede o fluxo de capital estrangeiro para o país. Isso permitiu que intermediários estrangeiros se alistassem como negociantes na Bolsa de Valores da Nigéria, e investidores de qualquer nacionalidade são livres para investir. As empresas nigerianas também têm permissão para listagens múltiplas e transfronteiriças em mercados estrangeiros.
Em uma tentativa de promover a transparência e a confiança no mercado de capitais, a NSE reconstituiu o Fundo de Proteção aos Investidores em 2012. O Fundo está mandatado para compensar os investidores que sofram perdas pecuniárias decorrentes da revogação ou cancelamento do registro de um membro negociador; insolvência, falência ou negligência de um membro negociador; ou desfalque cometido por um membro negociante ou qualquer um de seus diretores, executivos, funcionários ou representantes.

## Regulamentação do mercado
A NSE é regulamentada pela Comissão de Valores Mobiliários da Nigéria.

## Índices
A Bolsa mantém um Índice All-Share ponderado por valor formulado em janeiro de 1984 (3 de janeiro de 1984, = 100). Seu valor mais alto de 66.371,20 foi registrado em 3 de março de 2008. A Bolsa também usa o Índice NSE-30, que é um índice ponderado por capitalização baseado em amostra, bem como cinco índices setoriais. Estes são o NSE Consumer Goods Index, o NSE Banking Index, o NSE Insurance Index, o NSE Industrial Index e o NSE Oil/Gas Index.

## Associações
A Bolsa Nigeriana é membro da Federação Mundial de Bolsas (FIBV). É também observador nas reuniões da Organização Internacional de Valores Mobiliários (IOSCO) e membro fundador da Associação Africana de Bolsas de Valores (ASEA). Em 31 de outubro de 2013, aderiu à Iniciativa de Bolsas de Valores Sustentáveis (SSE).